# Everyday Chemistry
«Щоденна хімія» — альбом реміксів, який став доступним для безкоштовного цифрового завантаження 9 вересня 2009 року. Альбом супроводжувався історією анонімного авторства. Він поєднує різні пісні із сольних кар'єр учасників The Beatles, включаючи треки з 27 альбомів. Альбом позиціонує себе як такий, що походить із альтернативного всесвіту, в якому The Beatles ніколи не розпадалися.

## Контекст
9 вересня 2009 року було створено вебсайт із адресою thebeatlesneverbrokeup.com. Ця дата була примітною, оскільки в цей час відбувалася офіційна кампанія, присвячена річниці The Beatles, яка включала бокс-сет ремастерів 2009 року, USB-накопичувач у формі яблука з ремастерами та гру The Beatles: Rock Band. На вебсайті розміщено посилання для завантаження усього альбому у форматі MP3.Вебсайт супроводжувався вигаданою короткою історією (яка стверджувала, що є правдивою), написаною анонімною особою під псевдонімом «Джеймс Річардс» (псевдонім, утворений із справжніх імен Пола Маккартні та Рінго Старра, двох живих учасників The Beatles, які народилися як Джеймс Пол Маккартні та Річард Старкі відповідно). У цій історії Річардс описує, як їхав дорогою Дель Пуерто Каньйон у Каліфорнії, коли йому довелося зупинитися, щоб його собака сходив у туалет. Собака побіг за кроликом, і Річардс, спіткнувшись у кролячу нору, втратив свідомість. Він прокидається з перев'язкою на голові в домі чоловіка на ім'я Джонас. Джонас розповідає Річардсу, що знайшов його за 20 футів від того місця, хоча раніше там нічого не було, і Річардс усвідомлює, що опинився в паралельному всесвіті. У цьому всесвіті кетчуп фіолетовий, касети популярніші за компакт-диски, а The Beatles ніколи не розпадалися. Джонас показує Річардсу свою колекцію касет, більшість із яких він записав сам. Деякі з них — це касети з новими альбомами The Beatles, серед яких і «Щоденна хімія». Джонас і Річардс обговорюють свою любов до The Beatles, і перед тим, як повернутися до свого всесвіту, Річардс краде касету з «Щоденною хімією», попри попередження Джонаса не брати нічого з іншого виміру. Річардс пояснює, чому альбом звучить як мікси сольних робіт The Beatles, зазначаючи, що «хоча в альтернативному всесвіті The Beatles не розпалися, це не означає, що їхні майбутні музичні ідеї зникли». На вебсайті також були розміщені фотографії касети та місця, де Річардс, за його словами, втратив свідомість.

## Обкладинка альбому
«Щоденна хімія» не отримала офіційної обкладинки. Натомість для обкладинки використовувалися фотографії касети. Перша фотографія (на головній сторінці вебсайту) показує футляр касети з назвою альбому та списком треків, написаним на лінійованому папері. Інша фотографія (використана для MP3-завантаження альбому) — це сама касета, General Electric на 60 хвилин. Ця фотографія унікальна, оскільки не збігається з тими, що розміщені на вебсайті. Через відсутність офіційної обкладинки фанати створювали власні версії. Найпопулярніша інтерпретація включала картину невідомого художника приблизно 1968 року, яка зображала, як виглядали б The Beatles у віці 64 років, натхненна піснею «When I'm Sixty Four».

## Критичне сприйняття
Попри критику історії Річардса, «Щоденна хімія» отримала схвальні відгуки за мікшування, продюсування та вибір композицій для реміксів.

## Список треків
1. «Чотири хлопці» — 4:17
2. «Розмовляю сам із собою» — 3:38
3. «Хтось інший» — 6:03
4. «Набридло до смерті» — 2:56
5. «Дженн» — 3:34
6. «Я просто сиджу тут» — 3:23
7. «Солдат» — 3:22
8. «Над океаном» — 3:36
9. «Такі дні» — 3:23
10. «Суботній вечір» — 3:22
11. «Болотний джем містера Гатора» — 3:24 Загальна тривалість: 40:48

### Семпли
- «Чотири хлопці»
  - «I'm Moving On» (Джон Леннон)
  - «Band on the Run» (Пол Маккартні)
  - «When We Was Fab» (Джордж Гаррісон)
  - «Vertical Man» (Рінго Старр)
  - «Beatlemania In Action» (The Beatles' Story)
  - «We were four guys … that's all» (Інтерв'ю Anthology 1) (The Beatles)
- «Розмовляю сам із собою»
  - «I'm Losing You» (Джон Леннон)
  - «Uncle Albert/Admiral Halsey» (Пол Маккартні)
  - «Stuck Inside a Cloud» (Джордж Гаррісон)
  - «Early 1970» (Рінго Старр)
- «Хтось інший»
  - «One Day (At a Time)» (Джон Леннон)
  - «Somedays» (Пол Маккартні)
  - «Ballad of Sir Frankie Crisp (Let It Roll)» (Джордж Гаррісон)
  - «Monkey See — Monkey Do» (Рінго Старр)
- «Набридло до смерті»
  - «Gimme Some Truth» (Джон Леннон)
  - «No More Lonely Nights (playout version)» (Пол Маккартні)
  - «Between the Devil and the Deep Blue Sea» (Джордж Гаррісон)
  - «All By Myself» (Рінго Старр)
- «Дженн»
  - «God Save Oz» (Джон Леннон)
  - «Jet» (Пол Маккартні)
  - «Teardrops» (Джордж Гаррісон)
  - «Hard Times» (Рінго Старр)
- «Я просто сиджу тут»
  - «Watching the Wheels» (Джон Леннон)
  - «Call Me Back Again» (Пол Маккартні)
  - «Give Me Love (Give Me Peace on Earth)» (Джордж Гаррісон)
  - «Loser's Lounge» (Рінго Старр)
- «Солдат»
  - «Isolation» (Джон Леннон)
  - «Phil and John 1» (Джон Леннон)
  - «Listen to What the Man Said» (Пол Маккартні)
  - «Woman Don't You Cry For Me» (Джордж Гаррісон)
  - «I Don't Believe You» (Рінго Старр)
  - «John Lennon Becomes A DJ For A Day At KHJ Radio 27 September 1974» (Джон Леннон)
- «Над океаном»
  - «You Are Here» (Джон Леннон)
  - «Heather» (Пол Маккартні)
  - «I Dig Love» (Джордж Гаррісон)
  - «Marwa Blues» (Джордж Гаррісон)
  - «Back Off Boogaloo» (Рінго Старр)
- «Такі дні»
  - «Nobody Told Me» (Джон Леннон)
  - «Write Away» (Пол Маккартні)
  - «Soft-Hearted Hana» (Джордж Гаррісон)
  - «Christmas Eve» (Рінго Старр)
- «Суботній вечір»
  - «Cold Turkey» (Джон Леннон)
  - «Night Out» (Пол Маккартні)
  - «P2 Vatican Blues (Last Saturday Night)» (Джордж Гаррісон)
  - «Runaways» (Рінго Старр)
- «Болотний джем містера Гатора»
  - «Sunday Bloody Sunday» (Джон Леннон)
  - «Momma Miss America» (Пол Маккартні)
  - «Tired of Midnight Blue» (Джордж Гаррісон)
  - «$15 Draw» (Рінго Старр)